# Svensk tidskrift (1800-tal)
Svensk tidskrift för litteratur, politik och ekonomi var en svensk tidskrift. med en mångskiftade historia. 

## Svensk tidskrift för litteratur, politik och ekonomi
Den grundades 1870 som en fortsättning på Svensk litteraturtidskrift som gavs ut 1865–1869. Utgivare var 1870–1874 Hans Forssell, under 1870 tillsammans med Carl David af Wirsén, därefter Harald Hjärne 1874–1876. 

## Ny svensk tidskrift
Sedan tidningen lagts ned 1876 följdes den 1880 av Ny svensk tidskrift med en snarlik profil, omväxlande utgiven i Uppsala, Lund och Stockholm. Redaktör var 1882–1890 Karl Reinhold Geijer. Bland bidragsgivarna fanns namn som Adolf Noreen, Henrik Schück, Esaias Tegnér den yngre med flera.

## Svensk Tidskrift
Ny svensk tidskrift uppgick därefter i Svensk Tidskrift som 1891–1895 utgavs av Frans Alexander von Scheele i Uppsala. Denna tidskrift innehöll originaluppsatser i etik, filosofi, historia, nationalekonomi, religiösa och kyrkliga frågor, litteraturhistoria och aktuella politiska spörsmål, särskilt försvarsfrågan, av utgivaren, Lawrence Heap Åberg, Carl Otto Nordensvan, Harald Hjärne med flera samt vittra bidrag av bland andra Erik Axel Karlfeldt, Selma Lagerlöf och Viktor Rydberg.

### Fulltext
Tidskriften har digitaliserats genom projektet Digitalisering av det svenska trycket och årgångarna 1891-1895 är fritt tillgängliga online.
- Alvin: Svensk tidskrift / utgifven af Frans von Schéele.